# 商法総則
商法総則（しょうほうそうそく）とは、形式的には商法（明治32年法律第48号）第一編「総則」を指し、同編に関する解釈を扱う商法学の分野の名でもある。
総則とは、ある法律においてその全体に通じる規定をいい、商法のほかにも民法や刑法などにも存在するが、商法総則に関しては、商法典における総則としての役割を果たしている条文は僅かである。
以下、条数のみ記載する場合には、日本の商法典の条文番号を意味する。

## 構成・内容
商法総則には、以下の規定がおかれている。
- 第1章「通則」（1条〜3条）
- 第2章「商人」（4条〜7条）
- 第3章「商業登記」（8条〜10条）
- 第4章「商号」（11条〜18条）
- 第5章「商業帳簿」（19条）
- 第6章「商業使用人」（20条〜26条）
- 第7章「代理商」（27条〜31条、形式的には500条までであるが、32条は平成30年の改正により、33条から500条までは会社法制定に伴う改正により削除された条文である。）

### 通則
第1章「通則」は、商法の適用に関する規定をまとめたものである。日本法は私法的法律関係に関する法として民法と商法とを区別する法体系を採用しており、商法の適用範囲や適用順序を規定する必要があるため、本章に規定が置かれている。また、公法人が商行為を行う場合に関する規定も存在する。

### 商人及び施設等
第2章から第7章までは、商人、その人的施設・物的施設及びそれに関連する事項に関する規定である。ただし、後述のとおり、商人に関しこれらの規定のみで自足性を有するものではない。

#### 商法総則と商行為法

日本商法典における商行為規定の構造

商法の適用対象となる商人の定義は商法総則に置かれているが、商行為概念をその要素としているため、商行為に関する規定（商法501条、502条）を参照しなければ商人概念が確定できないようになっている。つまり、日本の商法は、基本的に、商行為（絶対的商行為と営業的商行為）の概念を用いて、商人を定義している（商法4条1項）。このようにして定義される商人は、日本の商法典上、本来の意味での商人であるから、講学上、固有の商人と言われる。そして、固有の商人の概念を導く基本となっている絶対的商行為と営業的商行為とを併せて、講学上、基本的商行為という。このように、「固有の商人」概念は、基本的商行為（絶対的商行為と営業的商行為）の概念によって定義されている（商行為主義）。
他方、擬制商人は、商行為概念を用いることなく、定義されている（商法4条2項）。
上記に対し、附属的商行為（基本的商行為に対する対概念としては、補助的商行為）は、商人（固有の商人のみならず、擬制商人を含む）がその営業のためにする行為とされている（商法503条1項）。ここでは、「固有の商人」の場合とは逆に、「商人」の概念をもって、附属的商行為が定義されていることになる。

#### 会社法との関係など
会社法制定に伴い改正される前の第2章から第7章までは、性質上会社には適用されない規定を除き、個人商人であると会社であると問わず適用される商人の組織やそれに密接に関連する規定をまとめたものであった。しかし、会社法の制定に伴い、会社に適用されるものは会社法で規律されることになった。特に、第4章から第7章までは会社たる商人には適用されないことは明文があり（商法11条1項）、会社には会社法第1編「総則」（登記については第7編第4章「登記」）が適用される。
また、非営利法人が商人の地位を有する場合には、商法総則の適用可能性がないわけではないが、法人設立の根拠法令等により適用が除外される場合がある（例：一般社団法人及び一般財団法人に関する法律9条など）。
これらの事情から、会社も適用対象になる規定もあるものの（4条1項）、ほとんどの規定が個人商人が適用対象であることが想定されている。

### 署名に代わる記名押印
第8章「雑則」は、署名に代わる記名押印の扱いに関する規定（もともと商法中署名スヘキ場合ニ関スル法律で規律されていたもの）である。
平成30年の改正で削除された。

## 商法総則の総則性
会社法制定前の議論として、商取引に関する総則的な規定は、第3編（現行の第2編）「商行為」第1章「総則」に存在していたため、商法総則の総則性は、企業組織に関する総則以上のものではないとの指摘がされていた。
また、会社法制定により、商人の一種である会社の人的施設及び物的施設については会社法が規律するようになった。そのため、組織に関する規定としても総則性が希薄化された。